# Wilt u alstublieft even luisteren?
Wilt u a.u.b. even luisteren? is een hoorspel van Zbigniew Herbert. Kummerkasten werd op 14 oktober 1973 door de Süddeutscher Rundfunk uitgezonden. Mariële Geraerds-Meyer vertaalde het en de TROS zond het uit op woensdag 5 januari 1977, van 23:00 uur tot 23:37 uur (met een herhaling op zondag 12 augustus 1990). De regisseur was Harry Bronk.

## Rolbezetting
- Kees Brusse (hij)
- Bert Dijkstra (directeur)
- Rob Geraerds (beheerder)
- Nina Bergsma (Pjotr)
- Willy Ruys (dokter)

## Inhoud
Een man beschrijft aan een redacteur de willekeur waaraan zijn bestaan na de dood van zijn vrouw - op het werk, in de woning, in een psychiatrisch ziekenhuis - blootgesteld was: "Ze pakken je je verleden af, je naam, je verdienste, en je bent in de ogen van iedereen een gek. Al wat je doet, is een teken van je ziekte…"